# Casapulla
Casapulla község (comune) Olaszország Campania régiójában, Caserta megyében.

## Fekvése
A megye délkeleti részén fekszik, Nápolytól 25 km-re északra valamint Caserta városától 4 km-re nyugati irányban. Határai: Casagiove, Curti, Macerata Campania, Recale és San Prisco.

## Története
A település alapítására vonatkozóan nincsenek pontos adatok. Valószínűleg a kora középkorban alapították, bár egyes régészek szerint alapítása a rómaiak idejére nyúlik vissza. A következő századokban nemesi birtok volt. A 19. században nyerte el önállóságát, amikor a Nápolyi Királyságban felszámolták a feudalizmust.

## Népessége
A népesség számának alakulása:

## Főbb látnivalói
- Sant’Elpidio-templom